# CL-631 (Spanje)

De CL-631

De CL-631 is een autovía in Castilië-León. De snelweg vormt de verbinding tussen Cubillos en Torreno over een afstand van 12 kilometer. De snelweg werd opengesteld in 2001.